# Krępa (województwo lubelskie)
Krępa – wieś w Polsce położona w województwie lubelskim, w powiecie lubartowskim, w gminie Jeziorzany.
Wieś stanowi sołectwo gminy Jeziorzany. Według Narodowego Spisu Powszechnego (III 2011 r.) wieś liczyła 407 mieszkańców.
| SIMC    | Nazwa    | Rodzaj  |
| ------- | -------- | ------- |
| 1065125 | Kawęczyn | osada   |
| 1065119 | Mściska  | kolonia |

Wieś szlachecka położona była w drugiej połowie XVI wieku w ziemi stężyckiej. W latach 1975–1998 miejscowość administracyjnie należała do ówczesnego województwa lubelskiego.
Wierni Kościoła rzymskokatolickiego należą do parafii Narodzenia św. Jana Chrzciciela w Poizdowie.
Krępa jest miejscem urodzenia zasłużonych dla szkolnictwa w woj. lubelskim braci:
- Bolesława Wirskiego (ur. 6 lutego 1900 roku, zm. 29 lipca 1972 roku), jego imię noszą ulica i szkoła w Chełmie[10];
- Stanisława Wirskiego (ur. 27 października 1893 roku, zm. 1962 roku), jego imię noszą ulica i szkoła w Łukowie[11].